# 妹尾三郎
妹尾 三郎（せのお さぶろう、1947年5月10日 - ）は、日本の写真家、写真ディレクター、クリエイティブ・ディレクター。日本写真芸術学会会員。京都府京都市生まれ、東京都在住。

## 経歴
- 1971年　日本大学芸術学部写真学科を卒業。
- 1971年から1976年　フリーランスの写真家として、主に広告写真撮影を業とする。百貨店などの広告宣伝物の写真撮影。
- 1976年から1994年　株式会社PPS通信社に勤務（営業・企画・業務）　企画課長として国内外の国内や一部海外に巡回する大型企画写真展の展示企画、作品構成、展示構成、図録などのクリエイティブ・ディレクション、マスコミ向け広報を担当し、巡回展でも展示構成、広報を担当。業務としては、写真著作権管理など写真家の権利保護などに努める。国立の写真美術館構想が渡辺義雄氏を中心にもちあがり、実際には川崎市民ミュージアム（1988年開館）と横浜美術館（1989年開館）の写真部門、東京都写真美術館の設立（1990年の一時施設として開館）にあわせ、数多くの作品収蔵納入や保存や展示構成などを支援した。まとまった作品としては、川崎市民ミュージアムには濱谷浩の作品、横浜美術館にはロバート・キャパの作品、東京都写真美術館にはユージン・スミスの作品を提供し収蔵された。
- 1994年から1998年　写真弘社グループの株式会社芸術写真に勤務（ディレクター、KFPクラブ事務局長）
- 1999年から2001年　日本IBMグループの株式会社インフォクリエイツに勤務。月刊『IBM USERS』編集責任者を務める。
- 2003年から2005年　日立電子サービス株式会社に勤務（情報技術スペシャリスト）
- 2002年 妹尾三郎写真事務所 Media Revolution Inc. 設立。（代表、写真ディレクター、クリエイティブ・ディレクター兼フォトグラファー）
- 2003年から NHK文化センターでデジタルカメラ・写真講座の講師を務める。
- 2005年から KODAKフォトスクール、のち、朝日カルチャーなどの講師を務める。
- 2006年から2015年 相模原市総合写真祭「フォトシティさがみはら」のコーディネーターを務める。
- 2010年から2020年 あいおいニッセイ同和損害保険株式会社　日本風景カレンダーの構成と監修を務める。

## 企画展開催歴（企画、展示制作・構成、図録制作）
1　 1984年 3月「野町和嘉写真展／バハル！」新潟・ダイエー
2　 1984年 5月「野町和嘉写真展／バハル！」船橋・西武美術館
3　 1984年 6月「ロバート・キャパ展／戦争と平和」銀座・松屋
4　 1984年 8月「野町和嘉写真展／バハル！」那覇・沖縄三越
5　 1984年 8月「野町和嘉写真展／バハル！」名護・琉球新報北部本社ホール
6　 1984年 9月「野町和嘉写真展／バハル！」宮古島・平良市民会館
7　 1984年 9月「野町和嘉写真展／バハル！」石垣島・ホテルミヤヒラ
8　 1984年 9月「サラ・ムーン展」銀座・プランタン銀座
9　 1984年12月「野町和嘉写真展／バハル！」高知・とでん西武百貨店
10  1984年11月「サラ・ムーン展」大阪・プランタンなんば
11  1984年12月「ロバート・キャパ展／戦争と平和」大阪・ナビオ美術館
12  1985年 1月「渡辺義雄写真展／古寺大観」銀座・和光
13  1985年 5月「ロバート・キャパ展／戦争と平和」熊本・鶴屋百貨店
14  1985年 5月「アルフレッド・スティーグリッツ展」新宿・小田急百貨店
15  1985年 7月「アンドレ・ケルテス展」銀座・プランタン銀座
16  1985年 9月「アンドレ・ケルテス展」大阪・プランタンなんば
17  1985年 9月「渡辺義雄写真展／古寺大観」新潟・伊勢丹百貨店
18  1985年10月「日本の24時間展」渋谷・西武百貨店
19  1985年11月「アンドレ・ケルテス展」大分・トキハ百貨店
20  1986年 1月「渡辺義雄写真展／古寺大観」守口・京阪百貨店
21  1986年 2月「久保田博二写真展／中国万華」銀座・松屋
22  1986年 3月「日本の24時間展」札幌・パルコ
23  1986年 3月「日本の24時間展」大阪・ナビオ美術館
24  1986年 4月「日本の24時間展」京都・近鉄百貨店
25  1986年 4月「エドワード・スタイケン展」新宿・小田急百貨店
26  1986年 5月「日本の24時間展」横浜・そごう
27  1986年 5月「濱谷浩展／ICPマスター・オブ・フォトグラフィー賞受賞記念」銀座・松屋
28  1986年 5月「日本の24時間展」神戸・そごう
29  1986年 6月「久保田博二写真展／中国万華」船橋・西武美術館
30  1986年 8月「久保田博二写真展／中国万華」大阪・大丸ミュージァム
31  1986年 8月「日本の24時間展」名古屋・三越百貨店
32  1986年 8月「日本の24時間展」広島・そごう
33  1986年 8月「ジャック・アンリ・ラルティーグ展」銀座・プランタン銀座
34  1986年 9月「エドワード・スタイケン展」大阪・ナビオ美術館
35  1986年 9月「日本の24時間展」仙台・藤崎百貨店
36  1986年 2月「久保田博二写真展／中国万華」岡山・天満屋
37  1986年 3月「カール・マイダンス、沢田教一／戦争と平和」横浜・松阪屋
38  1986年 3月「細江英公写真／ガウディヘの讃歌展」銀座・プランタン銀座
39  1987年 1月「岩宮武二写真展／アンコール」銀座・和光
40  1987年 2月「ラルティーグ展」守口・哀阪百貨店
41  1987年 2月「クー・ボン・チャン展」六本木・ギャラリーワイド
42  1987年 3月「クー・ボン・チャン展」大阪・フォトインターフォーム
43  1987年 3月「アンヌ・マリ・グロベ展」銀座・コダックフォトサロン
44  1987年 4月「日本の24時間展」福岡・天神コア
45  1987年 4月「オリジナルプリント作品即売展」銀座・プランタン銀座
46  1987年 4月「アンヌ・マリ・グロベ展」大阪・コダックフォトサロン
47  1987年 5月「日本の24時間展」大阪・ロイヤルホテル
48  1987年 6月「濱谷浩展」新潟・伊勢丹百貨店
49  1987年 6月「岩宮武二写真展／アンコール」守口・京阪百貨店
50  1987年 8月「細江英公写真／ガウディヘの讃歌展」大阪・ナビオ美術館
51  1987年 9月「ウイリアム・クライン展」銀座・プランタン銀座
52  1987年11月「エドワード・ウエストン展」新宿・小田急百貨店
53  1987年11月「細江英公写真／ガウディヘの讃歌展」長野・ながの東急百貨店
54  1987年12月「濱谷浩展／ハッセルブラッド基金国際写真賞受賞記念」銀座・和光
55  1987年12月「奈良原一高写真展／魅惑のヴェネツィア」銀座・プランタン銀座
56  1988年 1月「濱谷浩写真展」青梅・青梅市立美術館
57  1988年 1月「エドワード・ウェストン展」守口・京阪百貨店
58  1988年 2月「奈良原一高写真展／魅惑のヴェネツィア」大阪・大丸ミュージアム
59  1988年 3月「'88オリジナルプリント作品即売展」銀座・プランタン銀座
60  1988年 4月「アーサー・オールマン展／真夜中の幻想」銀座・コダックフォトサロン
61  1988年 5月「The・広告写真展」銀座・プランタン銀座
62  1988年 5月「ウイリアム・クライン展」大阪・ナビオ美術館
63  1988年 5月「アーサー・オールマン展／真夜中の幻想」大阪・コダックフォトサロン
64  1988年 6月「The・広告写真展」守口・京阪百貨店
65  1988年 6月「濱谷浩の昭和展」築地・朝目新聞社ギャラリー
66  1988年 7月「林忠彦50年写真総集展／伝統文化へのまなざし」銀座・和光
67  1988年 7月「林忠彦50年写真総集展／世界と日本のこころ旅」銀座・コンタツクスサロン
68  1988年 7月「林忠彦50年写真総集展／甦った平和のなかで」銀座・富士フォトサロン
69  1988年 8月「細江英公写真／ガウディヘの讃歌展」新潟・伊勢丹百貨店
70  1988年 8月「久保田博二写真展／中国万華」旭川・西武百貨店
71  1988年11月「細江英公写真／ガウディヘの讃歌展」広島・ウィズワンダーランド
72  1989年 1月「林忠彦50年写真総集展」徳山・徳山市文化会館
73  1989年 1月「林忠彦50年写真総集展／甦った平和のなかで」大阪・富士フォトサロン
74  1989年 1月「林忠彦50年写真総集展」守口・京阪百貨店
75  1989年 3月「エリオット・アーウイット集成展」銀座・松屋
76  1989年 3月「濱谷浩写真展」神奈川・大磯町立図書館
77  1989年 3月「エリオット・アーウイット集成展」大阪・近鉄アート館
78  1989年 3月「写真家・濱谷浩展」川崎・川崎市市民ミュージアム
79  1989年 4月「サラ・ムーン展／巴里のエレガンスな視線」銀座・プランタン銀座
80  1989年 7月「写真家・渡辺義雄展」新潟・新潟県美術博物館
81  1989年 9月「アンリ・カルティエ＝ブレッソン展／写真から絵画への軌跡」銀座・プランタン銀座
82  1989年 9月「濱谷浩の昭和展／昭和女人集、昭和男性諸君」銀座・富士フォトサロン
83  1989年 9月「岩宮武二展／今に生きる」大阪・ナビオ美術館
84  1989年 9月「アンリ・カルティエブレッソン展／写真から絵画への軌跡」大阪・近鉄アート館
85  1989年10月「濱谷浩の昭和展／昭和女人集、昭和男性諸君」大阪・富士フォトサロン
86  1989年12月「野町和嘉写真展／長征夢現」新宿・コニカプラザ
87  1989年12月「佐藤明写真／ウィーン幻想展」銀座・プランタン銀座
88  1990年 2月「渡辺義雄写真展」新潟・三条市体育文化センター
89  1990年 2月「サラ・ムーン展／巴里のエレガンスな視線」大阪・大丸ミュージアム
90  1990年 2月「栄光の『LlFE』展」銀座・松屋
91  1990年 3月「サラ・ムーン展／巴里のエレガンスな視線」福岡・博多大丸
92  1990年 3月「林忠彦50年写真総集展／半世紀の断面」横浜・横浜市民ギャラリー
93  1990年 4月「細江英公写真／ガウディヘの讃歌展」浜松・クリエート浜松
94  1990年 4月「ブラッサイ展／パリの哀愁を謳う哀愁の詩人」銀座・プランタン銀座
95  1990年 4月「サラ・ムーン展／巴里のエレガンスな視線」神戸・プランタン神戸
96  1990年 5月「野町和嘉写真展／長征夢現」守口・京阪百貨店
97  1990年 5月「岩宮武二写真展／甦るボロブドール」大阪・ニコンサロン
98  1990年 5月「佐藤明写真／ウィーン幻想展」神戸・プランタン神戸
99  1990年 6月「岩宮武二写真展／甦るボロブドール」銀座・ニコンサロン
100 1990年 6月「岩宮武二写真展／今に生きる」銀座・富士フォトサロン
101 1990年 6月「栄光の『LlFE』展」大阪・ナビオ美術館
102 1990年 7月「エリオット・アーウイット集成展」札幌・丸井今井
103 1990年 7月「岩宮武二写真展／今に生きる」大阪・富士フォトサロン
104 1990年 8月「サラ・ムーン展／巴里のエレガンスな視線」新潟・三越
105 1990年 9月「栄光の『LlFE』展」福岡・大丸福岡天神
106 1990年 9月「エリオット・アーウイット／米ソ交歓写真展」京都・府文化芸術会館
107 1990年 9月「秋山庄太郎展／右往左往の日々」守口・京阪百貨店
108 1990年 9月「野町和嘉写真展／長征夢現」高知・とでん西武
109 1990年 9月「栄光の『LlFE』展」名古屋・三越
110 1990年10月「ブラッサイ展」神戸・プランタン神戸
111 1990年10月「エリオット・アーウイット集成展」大分・パルコ
112 1990年11月「栄光の『LlFE』展」ソウル・朝鮮日報ホール
113 1990年11月「サラ・ムーン展／巴里のエレガンスな視線」飯田市立美術博物館
114 1990年11月「デヴィッド・ダグラス・ダンカン展／ピカソとジャクリーヌ」新宿・小田急百貨店
115 1990年12月「栄光の『LlFE』展」玉川・高島屋
116 1991年 1月「ラルティーグ展／パノラマの世界」新宿・コニカプラザ
117 1991年 2月「林忠彦追悼展／東海道を撮る」銀座・和光
118 1991年 2月「オリジナルプリント即売展」銀座・プランタン銀座
119 1991年 2月「世紀の瞬間展／Eyes of Time」銀座・松屋
120 1991年 3月「ラルティーグ展／パノラマの世界」守口・京阪首貨店
121 1991年 3月「ウィリアム・クライン展／close-up」渋谷・パルコ
122 1991年 3月「栄光の『LlFE』展」新潟・伊勢丹
123 1991年 3月「写真体験60年／濱谷浩展」銀座・和光
124 1991年 4月「デヴィッド・ダグラス・ダンカン展／ピカソとジャクリーヌ」大阪・近鉄百貨店
125 1991年 4月「林忠彦追悼展／東海道を撮る」徳山・徳山市文化会館
126 1991年 4月「写真の巨匠／アジェ展」銀座・プランタン銀座
127 1991年 4月「世紀の瞬間展」大阪・阪急百貨店
128 1991年 5月「渡辺義雄写真展／文化功労者記念」横浜・横浜美術館
129 1991年 6月「林忠彦追悼展／東海道を撮る」守口・京阪百貨店
130 1991年 7月「林忠彦展／時代の射手」下関・下関市立美術館
131 1991年 7月「マルク・リブー展」銀座・松屋
132 1991年 8月「世紀の瞬間展」徳山・近鉄松下
133 1991年 8月「写真体験60年／濱谷浩展」大阪・近鉄百貨店
134 1991年10月「栄光の『LlFE』展」札幌・丸井今井
135 1991年11月「写真体験60年／濱谷浩展」平塚・平塚市美術館
136 1991年11月「アンリ・カルティエ＝ブレッソンコレクション展」新宿・小田急百貨店
137 1991年12月「林忠彦展／東海道」築地・朝日新聞社ギャラリー
138 1992年 1月「林忠彦写真展／東海道を撮る」下関・大丸
139 1992年 1月「写真の巨匠／アジェ展」守口・京阪百貨店
140 1992年 1月「林忠彦追悼展／東海道を撮る」福岡・大丸
141 1992年 2月「林忠彦追悼展／東海道を撮る」浜松・松菱百貨店
142 1992年 2月「嵯峨悌二写真展／白鳥」銀座・コダック・フォトサロン
143 1992年 2月「マルク・リブー展」大阪・ナビオ美術館
144 1992年 2月「ユージン・スミス展」銀座・松屋
145 1992年 3月「東京都平和の日記念写真展・林忠彦／甦った平和のなかで」新宿・東京都庁
146 1992年 4月「松本ヒロユキ写真展／G00D DAY ニューヨーク」銀座・富士フォトサロン
147 1992年 4月「野町和嘉写真展／リフトバレー・オデッセイ地球へ」銀座・富士フォトロン
148 1992年10月「写真体験60年濱谷浩写真展」上越・上越市立総合博物館
149 1992年12月「松本ヒロユキ写真展／G00D DAY NEWYORK」ニューヨーク・ニコンハウス
150 1993年11月「林義勝写真展／十二支伝説」徳山・徳山市文化会館
151 1994年 1月「林義勝写真展／十二支伝説」守口・京阪百貨店
152 1995年 1月「高村規写真展／木彫・高村光雲」銀座・和光
153 1995年 2月「阪神大震災救援写真展・チャリティー展」新宿・アルファフォトサロン
154 1995年 3月「阪神大震災救援写真展・チャリティー展」広島・ウィズワンダーランド
155 1995年 4月「KAO'S展」広島・ウィズワンダーランド
156 1995年 5月「KAO'S展」日本橋・三越
157 1995年 6月「レシェック・シュルコフスキー展」銀座・ギャラリー・アートグラフ
158 1995年 9月「KAO'S展」札幌・三越
159 1995年11月「荒牧万佐行展／心の寺円覚寺」新宿・ニコンサロン
160 1996年 4月「こんなところに行ってみたい／パイオニア季節のカレンダー16年記念展」銀座・伊東屋
161 1996年10月「藤井秀樹の世界展―ときをとめて」名古屋・三越
162 1996年11月「山下庫司写真展／四季の調べ」大阪・富士フォトサロン
163 1996年12月「山下庫司写真展／四季の調べ」銀座・富士フォトサロン
164 1997年 1月「藤井秀樹の世界展」神戸・生田神社会館
165 1997年 3月「藤井秀樹展／一花一葉」有楽町・東京国際フォーラム・EXBITION SPACE
166 1997年 8月「鉄矢多美子写真展／熱球伝説」後楽園・文京シビックセンター
167 1998年 2月「百花撩乱藤井秀樹、塚越応鐘二人展」高崎・高崎シティギャラリー
168 1998年 6月「小林光写真展[Ciao!]」銀座・富士フォトサロン
169 2001年 8月「全身カメラマン―南慎二緊急写真展／写真週刊誌FOCUSその20年の歴史も、 2001年8月7日、今日でピリオド。」青山・アートスペース瑠璃
170 2001年 9月「松田久子の世界展」築地・朝日新聞社東京本社ホール
171 2001年 9月「アンリ　カルティエ＝ブレッソン展」青山・アートスペース瑠璃
172 2001年11月「サラ・ムーン、ジェリーN.ユルズマン、ヤン・ソーデック展／～幻想的イメージの巨匠達～」青山・アートスペース瑠璃
173 2001年12月「ボブ・ウイロビー写真展／オードリー・ヘップバーン」青山・アートスペース瑠璃
174 2002年 1月「アンドレ・ケルテス展／写真芸術の巨匠」青山・アートスペース瑠璃　　　　　
175 2002年 3月「荒井房子写真展／華薫る」青山・アートスペース瑠璃
176 2002年 8月「水口博也写真展／オルカの海」青山・アートスペース瑠璃
177 2003年 3月「川島保彦写真展　時の際 ―東京の水をたどって―」青山・アートスペース瑠璃
178 2003年 3月「Meet the spirits ―写真家・永武ひかるとワンダーキッズたち―　展」新宿・コニカプラザ
179 2003年 8月「小本章展／水辺の出逢い―自然と交感しあう時間―」青山・アートスペース瑠璃
180 2003年10月「銀座＆世界の子どもたちのピュアなまなざし／ワンダーアイズ写真展」東京・TEPCO銀座館
181 2003年11月「石﨑治写真展　OBJECT 2001-2003」銀座・コダックフォトサロン
182 2003年11月「藤井秀樹写真展／Help and Smile ―孤児たちの肖像―」銀座・富士フォトサロン
183 2004年 5月「松下歌子写真展／じゅんさい池・つれづれ」銀座・京セラ・コンタックスサロン銀座ショールーム
184 2004年 8月「簾田勝俊写真／心象欧州」青山・アートスペース瑠璃
185 2004年 8月「Viva! ブラジル／ワンダーアイズ写真展」新宿・コニカミノルタプラザ
186 2004年 8月「横木安良夫/／ロバートキャパ最期の土地」四谷・Days Photo Gallery
187 2004年 9月「簾田勝俊／写真　私風景」目黒・ギャラリーコスモス
188 2005年 1月「田中栄写真展－美しい薔薇の世界－」二子玉川・玉川髙島屋Ｓ・Ｃ ルーフギャラリー
189 2005年 8月「ワンダーアイズ写真展／モザンビーク」新宿・コニカミノルタプラザ
190 2006年 2月「梶原高男写真展／デジタルダイレクトプリント de 秋景色」目黒・ギャラリーコスモス
191 2006年 5月「東京写真月間2006　フォトシティさがみはらアマチュアの部入賞作品展」新宿・ニコンサロン bis21
192 2006年 6月「ワンダーアイズ写真展／For a Life」新宿・コニカミノルタプラザ
193 2006年10月「フォトシティさがみはら2006　プロの部、アマの部入賞入選作品による受賞作写真展」神奈川・相模原市民ギャラリー
194 2006年10月「簾田勝俊写真展／心象欧州Ⅱ」目黒・ギャラリーコスモス
195 2007年 1月「フォトシティさがみはら2006　プロの部入賞作品展」新宿ニコンサロン、ニコンサロンbis新宿
196 2007年 9月「ワンダーアイズ写真展／環境先進国アイスランド」東京・コニカミノルタプラザ
197 2007年10月「フォトシティさがみはら2007　プロの部、アマの部入賞入選作品による受賞作写真展」神奈川・相模原市民ギャラリー
198 2008年 1月「花・生・活展／いけばな松風家元塚越応鐘花を撮る」東京・ホテルアイビス
199 2008年 2月「フォトシティさがみはら2007　プロの部入賞作品展」新宿ニコンサロン、ニコンサロンbis新宿
200 2008年 3月「時空との交感／小本章展」東京・ホテルアイビス
201 2008年 5月「TOKYO EDEN／内山英明展」東京・ホテルアイビス
202 2008年 7月「親子を撮る／ブルース・オズボーン展」東京・ホテルアイビス
203 2008年 8月「ワンダーアイズ写真展／-アムールヒョウの森の里-極東ロシアの子どもたちが写した世界」新宿・コニカミノルタプラザ
204 2008年 9月「吉村和敏展／プリンス・エドワード島を巡る旅」東京・ホテルアイビス
205 2008年10月「フォトシティさがみはら2008　プロの部、アマの部入賞入選作品による受賞作写真展」神奈川・相模原市民ギャラリー
206 2008年11月「高村　規展／高村光雲　木彫の美」東京・ホテルアイビス
207 2009年 1月「パイオニア2009年カレンダー写真展」東京・ホテルアイビス
208 2009年 2月「フォトシティさがみはら2008　プロの部入賞作品展」新宿ニコンサロン、ニコンサロンbis新宿
209 2009年 3月「百花繚蘭― 原生蘭を求めて―／藤井秀樹展」東京・ホテルアイビス
210 2009年 5月　「中野正貴展／TOKYO FLOAT」　東京・ホテルアイビス　
211 2009年 7月　「あがた・せいじ展／On Stage」東京・ホテルアイビス　　
212 2009年9月「KAO'S展The face of ジェームス小野田　painted by カールスモーキー石井　shot by 山岸伸」 　東京・ホテルアイビス　　　
213 2009年10月「フォトシティさがみはら2009　プロの部、アマの部入賞入選作品による受賞作写真展」神奈川・相模原市民ギャラリー　
214 2009年11月「木村惠一展　江戸　彩とかたち」 　東京・ホテルアイビス　　
215 2010年1月「民家-MINKA- 」高井潔展東京・ホテルアイビス　　
216 2010年2月「フォトシティさがみはら2009　プロの部入賞作品展」新宿ニコンサロン、ニコンサロンbis新宿
217 2010年3月「MERRY FROM WORLD」水谷孝次展東京・ホテルアイビス　
218 2010年5月「伊奈英次展　IN TOKYO」　東京・ホテルアイビス　
219 2010年7月「原田正嗣展　アイスペインティング」　東京・ホテルアイビス　
220 2010年9月「濱谷浩展　學藝諸家肖像」東京・ホテルアイビス　　
221 2010年10月「フォトシティさがみはら2010　プロの部、アマの部入賞入選作品による受賞作写真展」神奈川・相模原市民ギャラリー
222 2010年10月「フォトシティさがみはら歴代受賞作写真展」　神奈川・相模原市民ギャラリー　
223 2010年12月「薔薇図鑑展　写真：横浜ばら写真の会」東京・ホテルアイビス　　
224 2011年2月「フォトシティさがみはら2010　プロの部入賞作品展」新宿ニコンサロン、ニコンサロンbis新宿
225 2011年2月「林忠彦展　東海道」　　東京・ホテルアイビス　　
226 2011年4月「須田一政展　TOKYO MAP　1983-1987　東京地図｝　東京・ホテルアイビス　
227 2011年7月「tropical breeze」中道順詩展東京・ホテルアイビス　
228 2011年9月「白川義員展　世界百名山」（前期）東京・ホテルアイビス　
229 2011年10月「フォトシティさがみはら2011　プロの部、アマの部入賞入選作品による受賞作写真展」神奈川・相模原市民ギャラリー　
230 2011年10月「白川義員展　世界百名山」（後期）東京・ホテルアイビス　
231 2011年12月「芳賀日出男展「写真歳事記」東京・ホテルアイビス　
232 2012年2月「フォトシティさがみはら2012　プロの部入賞作品展」新宿ニコンサロン、ニコンサロンbis新宿
233 2012年4月「春　京都」梶原髙男展東京・ホテルアイビス　
234 2012年5月「熊切圭介展　TOKYOスナップショット」東京・ホテルアイビス　
235 2012年8月「Daytime Infrared Images 晴れた日に」石田研二展東京・ホテルアイビス　
236 2012年9月「和風モダン ― 洋を柔軟にとりいれた日本建築の傑作選 ― The modern classics of Japanese architecture 増田彰久展」東京・ホテルアイビス　
237 2012年10月「フォトシティさがみはら2012　プロの部、アマの部入賞入選作品による受賞作写真展」神奈川・相模原市民ギャラリー　
238 2012年11月「石川梵展　伊勢神宮－遷宮とその秘儀－」東京・ホテルアイビス　
239 2013年2月「フォトシティさがみはら2012　プロの部入賞作品展」新宿ニコンサロン、ニコンサロンbis新宿
240 2013年2月「林義勝展　龍の大地－シルクロード－」東京・ホテルアイビス　
241 2013年10月「フォトシティさがみはら2013　プロの部、アマの部入賞入選作品による受賞作写真展」神奈川・相模原市民ギャラリー　
242 2014年2月「フォトシティさがみはら2013　プロの部入賞作品展」新宿ニコンサロン、ニコンサロンbis新宿
243 2014年10月「フォトシティさがみはら2014　プロの部・アマの部入賞入選作品による受賞作写真展」神奈川・相模原市民ギャラリー　
244 2015年2月「フォトシティさがみはら2014　プロの部入賞作品展」新宿ニコンサロン、ニコンサロンbis新宿